# معركة قصر الأزود
معركة قصر الأزود وقعت يوم 29 مارس 1903 بين المغرب وقوة عسكرية فرنسية في الجزائر قرب مدينة بشار، كان النصر حليف المغرب.